# Neosho (rzeka)
Neosho – rzeka w środkowej części USA, w stanach Kansas oraz Oklahoma o długości 745 km, a także powierzchni dorzecza 29 870 km². Rzeka Nesho meandruje na całej swej długości.
Źródła rzeki znajdują się na południe od miasta Topeka, a uchodzi do rzeki Arkansas.